# Macrostomus apicalis
Macrostomus apicalis är en tvåvingeart som beskrevs av Mario Bezzi 1909. Macrostomus apicalis ingår i släktet Macrostomus och familjen dansflugor. Inga underarter finns listade i Catalogue of Life.